# 白水会
白水会（はくすいかい）とは、住友財閥の直系、準直系、またはそれらから分離した企業など、住友グループの中核的会社の社長によって構成される社長会のことである。

## 概要
昔の住友財閥における中枢統括機関としての本社（持株会社）があって、人事、資金、販売のいずれも一元的に管理し、傘下企業を強力にコントロールする体制が確立していたころのものではなく、これに代わる住友グループ内企業の横の連携をはかるための連絡機関、ないしは「非公式の経営執行委員会」という位置づけである。戦後の新しい経済環境の中で企業グループの結束を強めることによって協力体制をととのえ、情報を提供しあい、また一企業ではカバーしきれない新産業分野にグループで進出しようとする戦略に寄与するものである。
第1回の会合には直系の化学・金属・鉱山・銀行・信託・生命・電工・機械・電気・倉庫・石炭・日本建設産業の12社の社長が参加した。社屋、総合病院の問題をはじめ各社共同で相談する案件が多く残っていたようである。住友が戦後の混乱期に、他財閥にさきがけいち早く社長会による集団指導体制を確立し、連帯意識の統一に成功した要因は、住友の場合、銅山経営を中核として多角化が進められ各企業の相互関係が比較的強かったことや、グループがスマートにまとまっており旧本社の統一人事による派閥がなく、「人の三井」、「組織の三菱」に対して文字通り「結束の住友」であったこと、銀行を中心に、信託・生命などの強力な金融機関が存在したこと（金融機関は直接的な解体をまぬがれた）などが考えられる。
結成当初は春秋2回の会合であり、秘密会であったが、1945年末にはその存在を明らかにし、会合も月1回となった。白水会の呼び名は、当時大阪銀行（住友銀行）の鈴木剛社長の提案で、その昔、住友家が「泉屋」と号して銅商をはじめたことに由来し、「泉」を上下に分けて「白水」としたものである。
この白水会は現役社長以外の代理出席は認めないという厳しい上、創業家である住友本家への忠誠心が必要であり、住友精神の順守などが定められた血判状と言われる書類に押印しなければ白水会への出席は認められない。
白水会のメンバーが社長に就任の際は、住友精神の原点である「文殊院旨意書」のレプリカなどを住友家の家長である17代住友吉左衞門芳夫から受け取る。また住友家別邸の有芳園で催される春の祠堂祭、そして都内ホテルで秋に催される御招宴に出席し、家長と定期的に顔を合わせている。この会議の参加自体が住友家への忠誠心を示す場として、他の財閥の社長会にくらべもっとも出席率は高い。活動も積極的であり、その統制力も強いといわれる。この他、会議内容は一切非公開、議決は満場一致、幹事は持ち回りとするなどが社長会運営上の基本ルールとなっている。
前述のとおり、創業家である住友家の存在は今なおも他財閥に比べて大きい。また幹事の全社持ち回り制度も他財閥と大きな相違点である。
また、その協議事項も、当初は寄付金や住友病院、厚生施設など形式的なことが多かったが、やがて新規事業の計画、系列企業対策、商標、社章（井桁紋）に関することなど、住友グループ全体にかかわる問題のすべてがここで取り上げられるようになった。ただし各企業の最高人事や、各企業に対する直接的統制は白水会の権限外である。しかしこと住友グループに影響の大きい問題については、白水会が最高の連絡協議機関であり、こうした意味から「非公式の経営執行委員会」と呼ばれる。
ちなみにグループ内には、社長のOB会である「白泉会」（はくせんかい）や、副社長・専務クラスの会合で、白水会に提出する議題の事前調査・企画などを担当する「五日会」（いつかかい）もある。
なお戦前準直系であった日本板硝子と大阪住友海上火災（のち住友海上火災、現・三井住友海上）の2社は3回目の会合から正式に出席するようになり、また1950年、現在の住友金属鉱山が参加、その後1958年に住友不動産、1964年に住友セメント（旧・磐城セメント、現・住友大阪セメント）が加入、さらに1977年住友林業・住友軽金属工業・住友建設（現・三井住友建設）・住友ベークライト・住友アルミニウム製錬が加わった。白水会への加入資格としては、旧直系・準直系かまたはそれから分離した企業で、資本的にも独立した大企業であるが、住友セメント（元三菱系）や住友アルミニウム製錬（非上場）などの例に加え、中核企業のひとつであった住友金属工業が、2012年10月1日に旧新日本製鐵と合併し新日鐵住金（現：日本製鉄）が発足したと同時に、住友グループ・白水会から離脱したというケースもあり、2016年4月には久々に大日本住友製薬と住友ゴムが加わった。
幹事は持ち回りではあるが、別子事業から派生した新居浜4社を源流と持つ住友化学、住友重機械工業、住友林業、住友金属鉱山は今でも影響力は強く、住友金属鉱山についてはその中でも群を抜いて大きい存在である。

## 白水会の成立
白水会の初期の活動はよく知られていないが、戦後3大財閥の中でも先駆けて数ヶ月を経ずして早くも準備されはじめた。1949年の時点で、白水会には住友直系12社が結集した。正式には、1951年4月に発足している。古田俊之助（第7代住友合資会社総理事）や土井正治（元・住友化学会長）、田路舜哉（元・住友商事会長）などの提唱によってはじまったといわれる。

## 白水会加盟企業
- 住友電気工業
- 住友ゴム工業
- 住友重機械工業
- 住友金属鉱山
- 住友大阪セメント
- 住友ベークライト
- 住友化学
- 住友商事
- 住友不動産
- 住友林業
- 住友倉庫
- 住友生命保険
- 三井住友銀行[3]
- 三井住友信託銀行[3]
- 三井住友建設[3]
- 三井住友海上火災保険[3]
- 住友ファーマ
- 日本板硝子
- 日本電気

### かつての加盟企業
- 住友金属工業 - 2012年10月1日に旧新日本製鐵と合併し、新日鐵住金(現日本製鉄）が発足したことで、住友グループ・白水会から離脱した。
- 以上[4]